# Sha'Carri Richardson
Sha'Carri Richardson, née le 25 mars 2000 à Dallas, est une athlète américaine, spécialiste des épreuves de sprint. Elle devient championne du monde du 100 m en 2023 à Budapest.

## Biographie

### Deux records du monde juniors (2019)
Le 8 juin 2019, à Austin lors des championnats NCAA (compétitions étudiantes) Sha'Carri Richardson s'impose sur 100 m en 10 s 75 (̝+1,6 m/s) et améliore de 13/100e de seconde le record du monde junior (moins de 20 ans) détenu depuis 1977 par l'Allemande Marlies Göhr,. Par la même occasion elle entre, à 19 ans seulement, dans le club des dix femmes les plus rapides du monde sur 100 mètres tous âges confondus. Elle s'y trouve à la neuvième place au coté de Kerron Stewart. Cependant le record du monde junior n'est pas homologué par la Fédération internationale.
Moins d'une heure après cet exploit, elle s'aligne sur 200 mètres où elle se « contente » de la 2e place en 22 s 17. Elle est devancée d'un centième de seconde par Anglerne Annelus, mais elle bat, là encore, le record du monde junior, du 200 m cette fois, détenu depuis 2004 par Allyson Felix (22 s 18). Le 13 juin, elle annonce sur son compte Instagram qu'elle devient athlète professionnelle, elle sera rémunérée par la firme Nike.
Le 10 avril 2021, au meeting de Miramar Invitational, elle égale la 9e performance mondiale de l'histoire sur le 100 m femmes avec le temps de 10 s 72 et devient la 6e performeuse mondiale de l'histoire, derrière Florence Griffith-Joyner, Carmelita Jeter, Marion Jones, Shelly-Ann Fraser-Pryce et Elaine Thompson. Elle confirme par la suite à l'occasion du meeting Golden Games à Walnut en Californie, où elle court deux 100 m sous les 10 s 80 : 10 s 74 en série et 10 s 77 en finale avec un vent défavorable. Lors des sélections olympiques américaines disputées à Eugene en juin, Richardson signe le meilleur chrono des séries en 10 s 84, avant de réaliser 10 s 64 en demi-finale, mais avec un vent trop favorable (+2,6 m/s). Elle s'impose assez facilement en finale en 10 s 86, devant Javianne Oliver et Teahna Daniels et se qualifie avec elles pour ses premiers Jeux Olympiques.

### Suspension pour usage de Marijuana (2021)

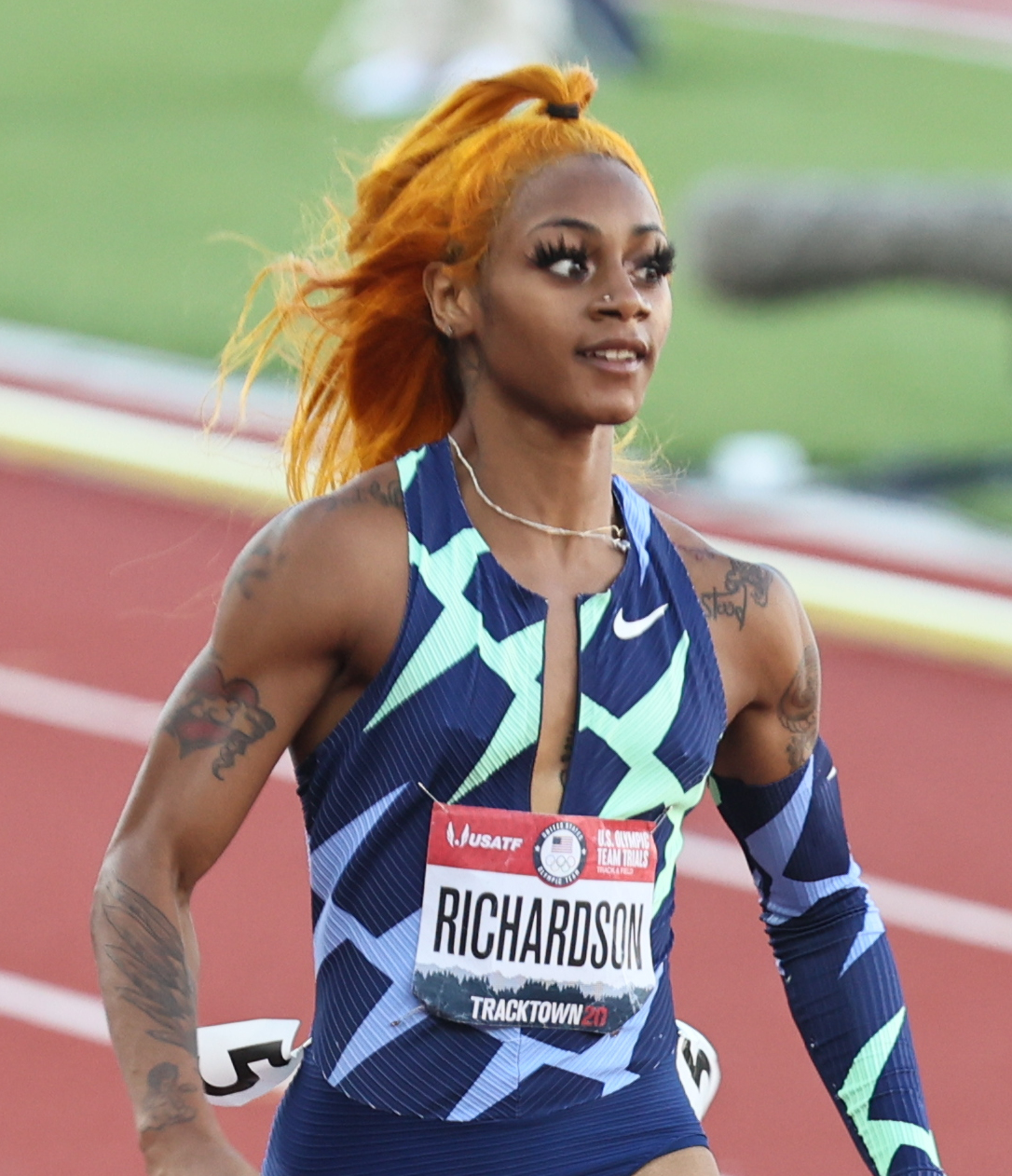
Sha'Carri Richardson en 2021.

Le 1er juillet 2021, plusieurs médias américains, dont le New York Times, annoncent que la sprinteuse a été contrôlée positive à la Marijuana durant les sélections olympiques. L'athlète réagit en forme d'aveu sur twitter : « je suis humaine ». Quelques heures plus tard, elle déclare qu'elle a été suspendue un mois par l'USADA, l'agence antidopage américaine, ce qui va l'empêcher d'être au départ du 100 mètres des JO de Tokyo. Elle admet avoir usé du psychotrope incriminé durant les sélections américaines après avoir appris, dit-elle, le décès de sa mère biologique, qui l'avait abandonnée durant son enfance. À la chaine NBC elle déclare : « Je n'avais pas le droit de le faire [prendre du cannabis]. Je ne cherche pas d'excuse, je ne recherche aucune empathie […]. Mais quand on parle de Sha'Carri Richardson, il n'y aura jamais le terme stéroïde attaché à ce nom. Le produit dont on parle ici est le cannabis. » La fédération américaine, l’USATF, lui inflige une sanction d’une durée telle qu’elle ne peut pas non plus participer au relais 4 × 100 mètres qui se déroule à la fin des jeux, et elle lui demande – ce qu'elle accepte – de suivre une thérapie, qui  sous-entend une chronicité de sa consommation du stupéfiant. D’un autre coté L'USATF reconnait que « les règles relatives au THC (la substance active dans le cannabis) devraient être réévaluées. »
En son absence, aux jeux de Tokyo en fin juillet 2021, ce sont 3 Jamaïcaines qui occupent le podium du 100 mètres, mais, trois semaines plus tard, le 21 août, au meeting d’Eugene comptant pour la Ligue de diamant, l’Américaine a l’occasion de se mesurer à elles. Elle essuie une cuisante défaite, Elaine Thompson-Herah profite même de l’occasion pour confirmer, en terre américaine, sa domination sur le 100 m féminin, avec le chrono sans appel de 10 s 54. La surdouée américaine, débordée, baisse les bras en fin de parcours et prend la dernière place.
En 2022, elle est très discrète sur les pistes et n’est pas sélectionnée pour les Championnats du monde d'Eugene.

### Championne du monde du 100 m et du 4 × 100 m (2023)

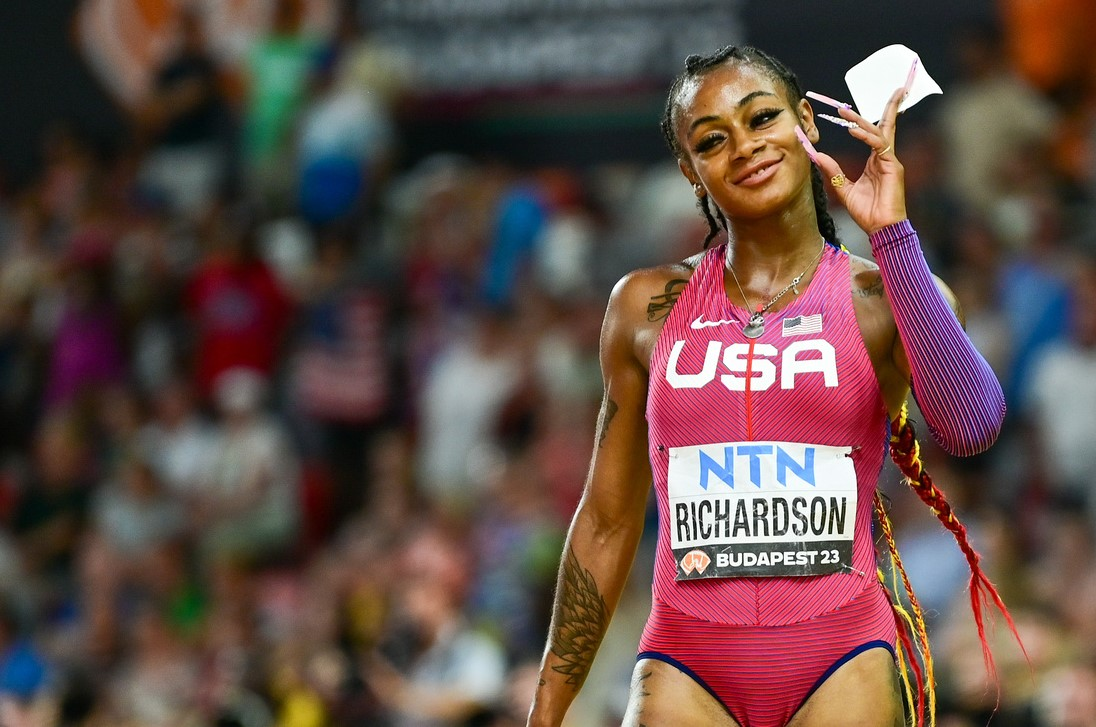
Sha'Carri Richardson lors des championnats du monde 2023.

Revenue à son meilleur niveau, elle bat son record personnel en 10 s 71 lors des séries des championnats des États-Unis 2023, avant de s'adjuger son premier titre national en 10 s 82. Sur 200 m, elle se classe deuxième de l'épreuve, derrière Gabrielle Thomas, mais réalise pour la première fois de sa carrière une performance inférieure à 22 secondes (21 s 94).
Le 21 août 2023, elle devient championne du monde du 100 m à Budapest en 10 s 65. Partie du couloir 9, et alors qu'elle s'était qualifiée au temps pour la finale, elle réalise un finish exceptionnel pour devancer les Jamaïcaines Shericka Jackson et Shelly-Ann Fraser-Pryce. Ce temps lui permet de devenir la cinquième meilleure performeuse de tous les temps (à égalité avec Shericka Jackson et Marion Jones), battant au passage le record des championnats du monde. Le 25 août, elle se classe troisième de l'épreuve du 200 m, derrière Shericka Jackson et Gabrielle Thomas, en améliorant de 2/100e de seconde son record personnel en 21 s 92. Le lendemain, elle s'adjuge un deuxième titre mondial , sur 4 × 100 m, en tant que dernière relayeuse et en compagnie de Tamari Davis, Twanisha Terry et Gabrielle Thomas, le relais américain établissant un nouveau record des championnats du monde en 41 s 03.

## Vie privée
Richardson a été élevée par sa grand-mère Betty Harp et une tante. En 2021, une semaine avant sa course de qualification pour les Jeux olympiques d'été de 2020, sa mère biologique, Shayaria Richardson, est décédée. Richardson ne savait rien du décès de sa mère biologique jusqu'à ce qu'elle soit interrogée à ce sujet par un journaliste. Richardson a déclaré qu'elle avait pris de la marijuana, dans l'État de l'Oregon où c'est légal, après avoir appris le décès de sa mère biologique.
Elle est connue pour ses longs ongles et ses cheveux colorés sur le terrain, et a déclaré que son style était inspiré de celui de Florence Griffith-Joyner.
Après avoir déclaré être bisexuelle en 2015, elle annonce en 2021 être en couple avec une femme.

## Palmarès

### International
| Date | Compétition                        | Lieu     | Résultat | Épreuve   | Temps        |
| ---- | ---------------------------------- | -------- | -------- | --------- | ------------ |
| 2017 | Championnats panaméricains juniors | Trujillo | 1re      | 4 × 100 m | 44 s 07      |
| 2023 | Championnats du monde              | Budapest | 1re      | 100 m     | 10 s 65      |
| 2023 | Championnats du monde              | Budapest | 3e       | 200 m     | 21 s 92      |
| 2023 | Championnats du monde              | Budapest | 1re      | 4 × 100 m | 41 s 03 (CR) |
| 2024 | Jeux olympiques                    | Paris    | 2e       | 100 m     | 10 s 87      |
| 2024 | Jeux olympiques                    | Paris    | 1re      | 4 × 100 m | 41 s 78      |

### National
- Championnats des États-Unis d'athlétisme :
  - 100 m : titrée en 2023 et 2024
  - 200 m : 2e en 2023

## Records

### Records personnels
| Épreuve | Performance | Lieu     | Date         |
| ------- | ----------- | -------- | ------------ |
| 100 m   | 10 s 65     | Budapest | 21 août 2023 |
| 200 m   | 21 s 92     | Budapest | 25 août 2023 |

### Meilleures performances par année
| Année | 100 m   | 200 m   |
| ----- | ------- | ------- |
| 2015  | 12 s 97 | -       |
| 2016  | 11 s 34 | 23 s 48 |
| 2017  | 11 s 28 | 23 s 36 |
| 2018  | 11 s 53 | 24 s 15 |
| 2019  | 10 s 75 | 22 s 17 |
| 2020  | 10 s 95 | 22 s 00 |
| 2021  | 10 s 72 | 22 s 11 |
| 2022  | 10 s 85 | 22 s 38 |
| 2023  | 10 s 65 | 21 s 92 |